# آصف زینالی
آصف زینالی (ترکی آذربایجانی: Asəf Zeynallı؛ ۵ آوریل ۱۹۰۹ – ۲۷ اکتبر ۱۹۳۲) آهنگ‌ساز سرشناس آذربایجانی بود.

## اوایل زندگی
آصف زینالی ۵ آوریل سال ۱۹۰۹ در شهر دربند امپراتوری روسیه به دنیا آمد. وی فرزند سوم مردی به اسم «زین‌العابدین»، باغبان، و خانمش «آسبند» بود. پدرش کمی بعد از تولد آصف زینالی درگذشت و مادرش که نساج بود، نان آور خانواده شد. خانم «آسبند» همچنین موسیقی‌دان و خواننده داوطلبی بود و در نواختن آکوردئون مهارت داشت که این امر نیز باعث بروز علاقه فزاینده در آصف زینالی نسبت به موسیقی شد. در ۷ سالگی، آصف زینالی به دبیرستان در شهر خود رفت. در آنجا به عضویت یک گروه کر درآمده و نواختن کلارینت را فراگرفت. در همین سال‌ها بود که در اجراهای عمومی یک گروه داوطلب سازهای بادی برنجی در خارج از مدرسه حضور پیدا می‌کرد. در سال ۱۹۲۰ خانواده اش به باکو نقل مکان کرد و آصف زینالی در یک مدرسه نظامی به آموزش و پرورش خود ادامه داد؛ جایی که در آنجا نواختن ترومپت را یادگرفت.

## فعالیت

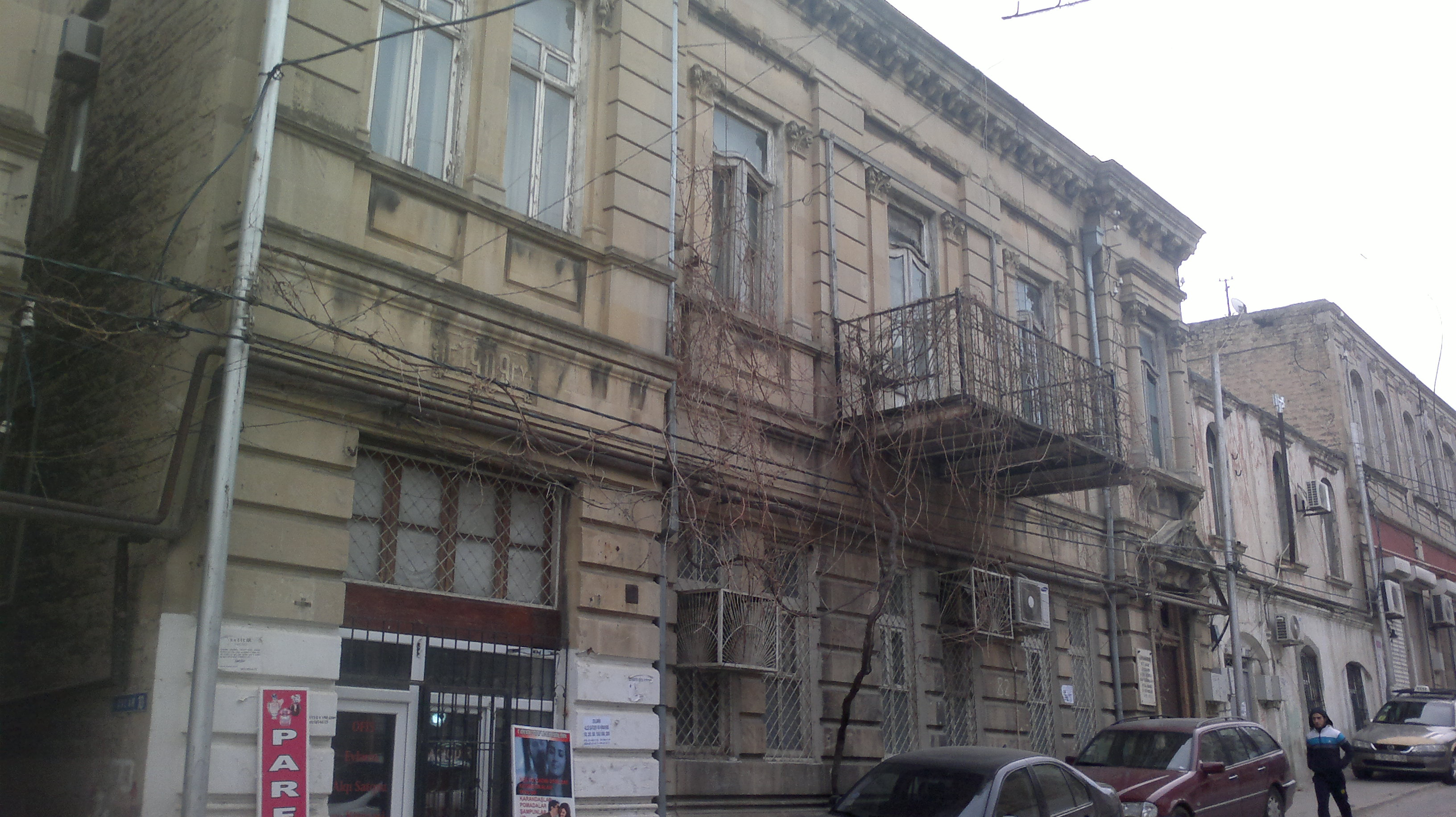
خانه آصف زینالی در باکو

در سال ۱۹۲۳، آصف زینالی در یک مدرسه موسیقی ثبت نام کرد (جایی که بعداً وامدار نام او شد) و آنجا از عزیر حاجی‌بیگف، آهنگ‌ساز برجسته آذربایجانی، آموزش دید. در دوران دانشجویی اش، اولین آهنگ خود را که «آهنگ» نام داشت، ساخت و آن را با ترومپت نواخت. پیشگامان وقت موسیقی از این اجرا استقبال فراوانی کردند چون این آهنگ‌ساز جوان موفق شده بود نوای مارش مانند ساز یادشده را طوری تنظیم کند تا بتوان به وسیله آن موسیقی سنتی آذربایجانی را نواخت. با تشویق عزیر حاجی‌بیگف، زینالی به دنبال فارغ‌التحصیلی از مدرسه موسیقی در سال ۱۹۲۶، در «برنامه آهنگساز» در کنسرواتوار دولتی آذربایجان نام‌نویسی کرد. در کنار ساختن آهنگ، مقالاتی در مورد فرهنگ موسیقی آذربایجانی منتشر می‌کرد، که در آنها عمدتاً روش عزیر حاجی‌بیگف در رابطه با تلفیق سبک‌های سنتی آذربایجانی با موسیقی کلاسیک اروپای غربی را توسعه بخشید. در اوایل ۱۹۳۰، نام وی در میان اسامی اینتلیجنتسیا بود که با قصد شوروی برای منع کردن نواختن تار مخالفت می‌کردند. در سال ۱۹۲۸ در یک مدرسه موسیقی تابع کنسرواتوار دولتی آذربایجان به تحصیل پرداخت. موسیقی‌دانانی نظیر قارا قارایف، جودت حاجی‌اف و توفیق قلی‌اف از جمله دانشجویان او بودند.) در سال ۱۹۲۹ به اوج کارنامه آهنگ‌سازی خود رسید. از مجموعه آثاری که در همان سال پدیدآورد، می‌توان به موسیقی رمانتیک «کشورم»، یک سوئیت کودکانه، قره‌باغ شکسته‌سی برای اجرای ارکستر، آهنگ‌های سنتی آذربایجانی تنظیمی برای اجرا با سازهای غربی اشاره کرد. در سال ۱۹۳۱ از کنسرواتوار فوق‌الذکر دانش‌آموخته و به عنوان رئیس قسمت موسیقی در «تئاتر ترکی کار باکو» منصوب شد. عمده‌ترین اثر وی طی ریاستش بر آن تئاتر نوشتن موسیقی به نمایش تبلیغاتی بحث‌انگیز «سویل» بود. در سال ۱۹۳۲، تئاتر یک سفر کاری به سن پترزبورگ انجام داد.
آصف زینالی در سال ۱۹۳۲ و در سن ۲۳ سالگی بر اثر بیماری رندگی را بدرود گفت، بدون اینکه هرگز بتواند سمفونی یادبود اختصاص یافته به باکو را بوجود بیاورد که این آرزو را مدتها در سرش می‌پروراند.